# 日本成人影片史

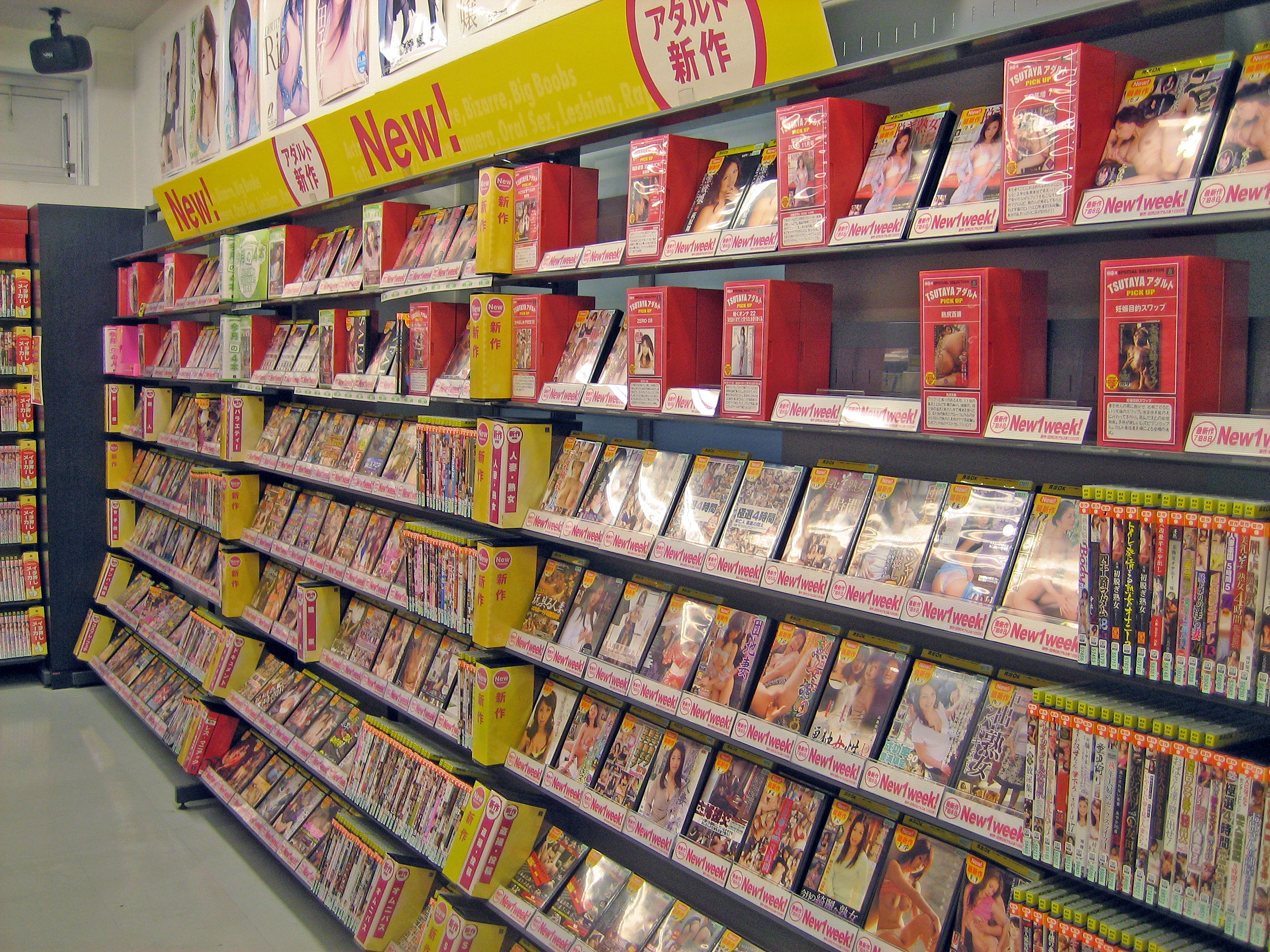
能夠在日本光碟租賃店租借的成人影片（2008年）

日本成人影片史始於1980年代早期，當時由於家用錄影機於日本開始普及，故此人們始能夠在私人空間觀賞成人影片，不像以往般需去到電影院，才能觀賞粉紅色電影這類的軟調色情作品。
1981年5月，日本首兩部成人影片《塑封本之女·窥视奥秘》（ビニ本の女・秘奥覗き）和《OL缝隙白皮书·成熟的秘园》（OLワレメ白書・熟した秘園）正式發行。到了1982年，AV的市場份額開始與粉紅色電影相當。不過成人影片（Adult Video，簡寫AV）一詞直到1983年才為人所創。同時由于審查機構日本視訊倫理協會對於硬核類型的表現有一定限制，合规作品被民間的無碼作品熱潮冲击。宇宙企劃於1984年1月發售的《Mis本番·裕美子19歲》（ミス本番 裕美子19歳）則「掀起AV美少女的風潮」，女優的外表開始成為側重點。
黑木香在1986年10月推出的《我喜欢SM》致使其他人氣較一般的女優再度意識到本番的影響力有多大，令她們開始相信只要在作品中的表演突出，那麼就有機會賺取較高的演出費。於是便出現了一批以「淫亂」為賣點的AV女優。葉山麗子在1988年憑著《處女宮 柔毛维纳斯》（処女宮 うぶ毛のヴィーナス）一作下海成為AV女優，使由樣貌較受歡迎的女優出演的軟調色情作品再度興起。次年6月，由近松元監製的《行為錄像·做個錄像女郎好嗎？》（アクションビデオ ビデオギャルやりませんか）公開，開創了「素人作品」的先河。
1992年，AV的銷售量全面下降，大約一半的AV售賣店倒閉，許多製片商破產或停業。於是很多製作商把業務焦點轉移至製作成本相對較低的企劃AV上。後來因為日本經濟泡沫爆破，故愈來愈多的年輕女子選擇入行拍AV。大型AV售賣店「VIDEO安卖王」於90年代開始風行日本全國，改變了AV的銷售模式。踏入21世紀後，藝能人AV熱潮和同人AV開始崛起，並开始有着部分成員为AV女優的偶像组合。同時採用月費訂閱模式的成人網站亦紛紛湧現。

## 前史
1969年，丹麦成為第一個將硬核色情作品除罪化的國家，之後西欧各國相繼以保障「表達自由」的名義，放寬對色情电影的限制。到了1970年代，美國等地亦放寛了對色情电影的管制，使得各路色情電影可以合法上映。日本方面，於1962年推出的《肉体市场》（肉体の市場）是首部於當地上映的粉紅色電影。1968年，東映推出首部由大型公司製作的同類作品《德川女系图》。大映、日活、松竹等於隨後加入這個市場。到了1971年，「色情」、「色情片」等用語開始於民間流傳。
1969年12月，日本电器制造商開始發售以統一規格（U规格）為基礎的盒式錄影機。當時於市面發售的录像带当當中有九成為色情電影。不過，該些作品並沒有以攝影機拍攝——它們只是轉成錄像帶後再度發行的色情電影罷了。情侣酒店和汽車旅館會為了吸引客人而購入這些作品。1972年，「日活色情案判决」開始。1980年8月1日，全部被告獲判無罪。這件事件加深了日本民眾對色情電影的興趣。
除了上述的粉紅色電影，日本成人影片亦紮根於塑封本之上。塑封本以身穿半透明內褲的女性模特兒寫真為主軸（到了後期其性器官則差不多清晰可見）；該些模特兒的賣點則在於「清純、年輕、可愛」。

## 起始期
首兩部成人影片為日本Video映像於1981年5月发行的《塑封本之女·窥视奥秘》（ビニ本の女・秘奥覗き）和《OL缝隙白皮书·成熟的秘园》（OLワレメ白書・熟した秘園）。這兩部作品為日本最初以影片形式發行的色情片，以往的色情片則會以劇場版電影的形式發行。
這兩部作品對於業界造成了極大的影響。1981年7月，日活影片電影（にっかつビデオフィルムズ）發行了《生攝系列》（生撮りシリーズ）。同年11月，由愛染恭子出演的《爱染恭子本番生攝·淫欲之痛》（愛染恭子の本番生撮り 淫欲のうずき）正式公開，由於當中存有本番行為，且其演出者為前粉紅色電影演員愛染恭子，故其創下了賣出超過2萬支的記錄。1982年，代代木忠亦推出了《纪实·自慰》（ドキュメント ザ・オナニー）系列，其不像以往的作品般專注於劇情，而是以呈現女性真實的自慰情況作主軸。《朝日雜誌》認為此作「令到男性觀眾受到巨大的衝撃」。同年，AV的市場份額開始與粉紅色電影相當。
上述系列跟1981年成立的Humming社影片部和宇宙企劃一起，決定了之後成人影片界的方向。《Video the World》（ビデオ・ザ・ワールド）的中村正平於85年4月號寫道：「在這個輕鬆色情劇如火如荼的時代，宇宙企劃推出的《素人生攝》（素人生撮り）系列就像會動的塑封本般，劃時代地開創一個新的媒介，並決定了色情影片界的未來走向。代代木忠的《紀實·自慰》系列就開創了這樣的自慰訪談形式，並獲得前所未有的銷量」。
「成人影片」（Adult Video，簡寫AV）此一用語於1983年由小路谷俊樹所創。小路谷同時是當時宇宙企劃的人氣監督，由他負責監督的作品不少都十分受歡迎，比如1982年的《美知子的羞涩记事簿》（女子高生素人生撮りシリーズ 美知子の恥じらいノート）、《SM体验·早见纯子》（SM体験 早見純子の場合）、《实验SEX之约》（実験SEXデート）。他的作品於當時佔據了一定的市場，並被統稱作「纪实作品」（ドキュメントもの）。
當時的審查機構日本視訊倫理協會並不容許作品連續出現3分鐘以上的性交描寫，硬核類型的表現亦有一定限制。但在此背景下，市面上掀起了無碼作品熱潮，該些作品主要靠著錄影帶這個媒介於日本普及。電器店會把《洗衣店阿健》、田口由加莉的《侍卫的女儿》（サムライの娘）、《和服》（ザ・キモノ）等無碼作品當作家用錄影機的購入特典贈送，使它們於民間廣為流傳。这使得有碼界感觉到危機，認為之前的軟調色情作品和文件作品皆不能與之匹敵。作为業界的反攻，宇宙企劃於1984年1月發售了《Mis本番·裕美子19岁》（ミス本番 裕美子19歳）。雖然以往的有碼作品都有出現過本番行為的場景，但它們一般只以二三線的成熟模特兒作女主角。而這部作品則邀請了在軟核作品大放異彩的模特兒，突然讓其出演硬核作品，打破了既有範式，並「掀起AV美少女的風潮」。
在AV美少女風潮底下，女優的外表開始成為側重點，打破過去只著重「有沒本番」的焦點。當時重外表的作品例子有小路谷俊樹的《让我做女优·竹下由加利19岁 》（私を女優にしてください「何でもやります」竹下ゆかり19歳）和《Miss本番·邂逅有希子》（ミス本番 めぐり逢い）。渡瀬未来、早川愛美、永井陽子、杉原光輪子、森田水繪、中澤優子等知名模特兒亦紛紛入行。同時亦出現了明確表示不會從事本番行為的AV女優，比如小林瞳、麻生澪、秋元知美。
在《Miss本番》中從事性交的吉澤有希子在改名為早見瞳後拒絕再出演本番場景，她在接受《GORO》的訪問時表示：「我認為這樣的事只能跟喜歡的人做」。
「會從事本番行為的美少女」這點使成人影片更廣為人知，並令「美少女」這個題材不斷地發展。1986年小林瞳出道，並隨即走紅。不過她及後高调宣称自己並沒有在鏡頭前進行過任何本番行為，有的都是配合演技的擬似本番。由於她的演技太過迫真，所以業界內始認可她為「女優」（女演員）。同時直接從性行為當中獲得所需感情的演出方法開始衰落，使得業界當中不少人開始認為「需要一定演技才能演出成人影片」，最終令「女優」一詞的適用對象擴至所有出演AV的女演員。此後，她們就統稱為「AV女優」。

## 發展期
1985年4月，以軟核色情作主要路線的日本Video映像錄得9億日元的負債，申請破產。此一事件象徵着攝影所時代的終結，並為業界改革的前哨。隨著成人影片店不斷增加，以及日本當局實施了新的《風俗營業法》，無碼製片商開始相繼加入日本視訊倫理協會。有關市場同時不斷擴大，令業界加速發展。特别是Art Video（艺术影像）、Cinema Chic（时髦电影）、Studio418（418 工作室）這几家统稱为SM製作商「御三家」的加盟，更對業界生態有所衝擊。
豐田薰則在此時不斷製作挑戰映畫倫理委員會尺度的AV作品，比如1985年的《微少身體 窺探內部》（マクロ・ボディ 奥まで覗いて），致使警方曾經上門找他談話。
村西透亦在同期出道成為AV監督，並請來了池田理代子和橫須賀昌美，以此製作軟調色情作品。他的作品銷量不俗，並漸漸趨向於本番路線。1985年，由他監製的作品《恥辱之女 立川瞳》（恥辱の女 立川ひとみ）開售。此作以第一名的姿態出現在《Video the World》（86年3月號）公佈的〈I985年度成人VIDEO十强〉當中，進一步鞏固村西的名氣。村西採用高產但參差不齊的成人影片製作方式，使之每月平均推出6部AV，而當中獲得較高人氣的往往是有本番場面的作品。此外，其亦以男優的身份出現在自身監製的作品中，比如在1986年10月推出，據報銷量達2萬卷的《喜歡有點SM的感覺》（女優為黑木香）。

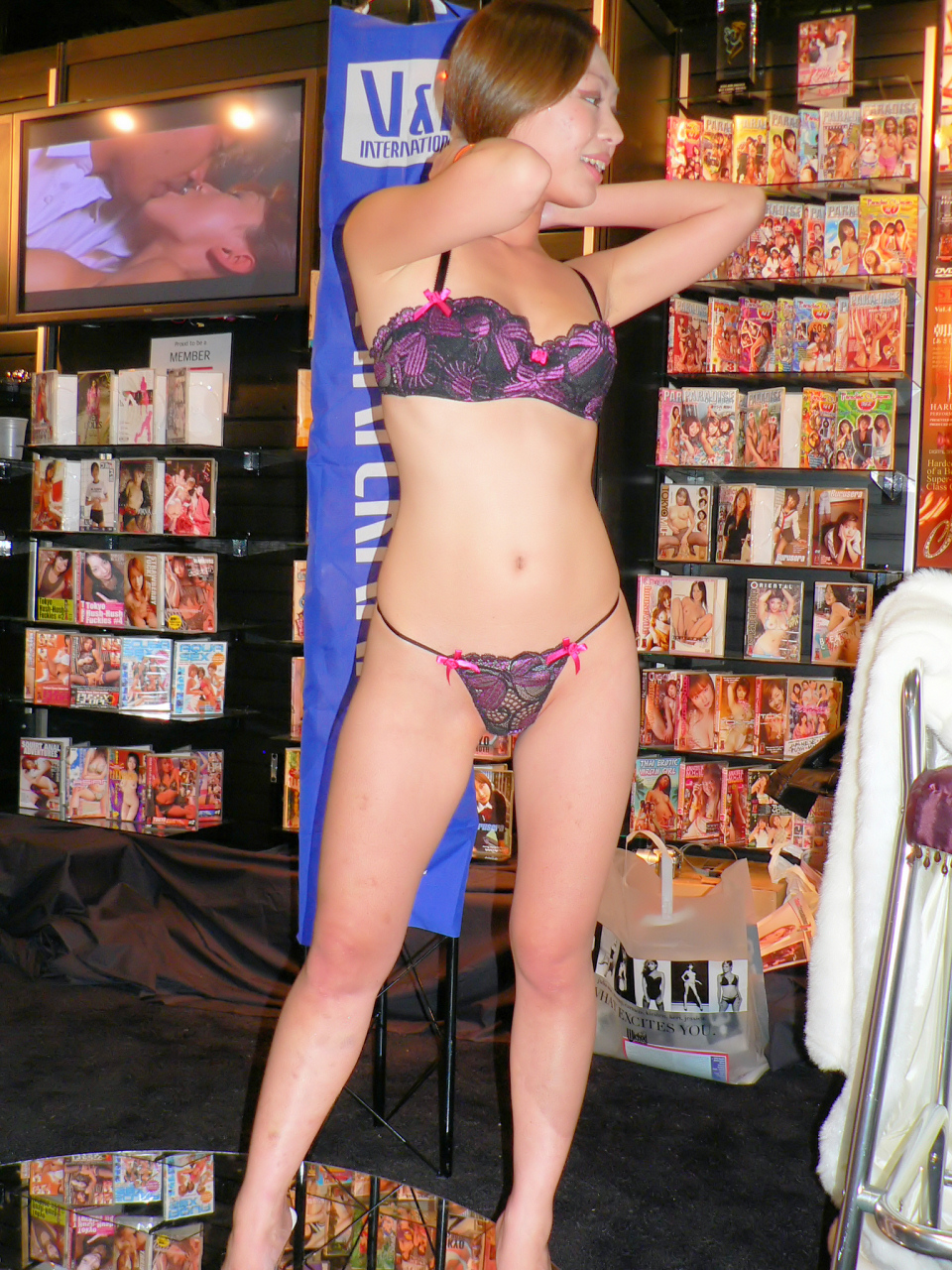
AV女優朝比奈春

黑木的出現致使其他樣子一般的女優再度意識到本番的影響力有多大，令她們開始相信只要在作品中的表演突出，那麼就有機會賺取較高的演出費。於是便出現了一批以「淫亂」為賣點的AV女優，當中不乏成功例子，比如咲田葵、冲田由佳里（沖田ゆかり）、亞里沙、朝吹麻耶（朝吹麻耶）、豐丸、沙也加、有希蘭。曾經在出演AV時把白蘿蔔或二根陰莖跟陰道接合的豐丸在接受訪問時表示：「我因為看了黑本的AV，故想挑戰一下這樣的事」。此外AV產業在90年代開始確立刺激G點和潮吹的關係，當中又以冲田由佳里的《淫亂表演 色即是空》（いんらんパフォーマンス 色即是空）為這種觀念的主要推手之一。當代AV的女性性高潮表現手法亦於此時確立。除了淫亂外，風俗、巨乳、顔射等題材亦於1980年代確立。
在20世紀80年代中後期，警方跟AV業界的矛盾不斷加深。當時警方採取不少方法，希望能夠切斷演出者的供應鏈。1988年1月，Tourīdo、富士综合企划等四間主要大型模特经纪公司的負責人被當局拘捕。不過警方的執法依據是不容許以「管理賣淫」為由執法的《勞動者派遣法》和《職業安定法》，故當局不能對它們提起訴訟。這種情況令整個業界都放下心來。
1989年3月，日本發生了女子高中生水泥埋屍案。同年5月，有週刊報導指Ivic把此一事件當作AV的題材使用，報導一出便引發公眾輿論。視訊倫理協會於是於6月5日頒佈新規定，規定不能把「記憶猶新的事件當作題材使用」，此外亦規定不能在標題上加入水手服或少女等，暗示演出者為未成年人的字眼。同年7月21日，伊藤友美的事務所Mount Promotion的社長、4間製片商的社長、AV監督全部被警方拘捕，因為他們都讓15歲未成年的伊藤出演AV作品。8月10日，宮崎勤事件的犯人宮崎勤被捕，有報導指其收藏了大量的AV。業界內開始擔憂當局會加強打壓AV產業。不過當局後來針對的主要是兒童色情製品，AV產業則沒有受到很大影響。

## 新的浪潮
由近松元監製的《行为录像·做个录像女郎好吗？》（アクションビデオ ビデオギャルやりませんか）於1989年6月公開，其包含拍攝者在街頭跟女性進行性交涉，然後帶她上情侶酒店的場景——這種手法開創了「素人作品」的先河。這類作品擁有記錄AV製作狀況、不需經過生產商、壓低生產成本、滿足觀眾好奇心的優點。故此此類題材打從一出現便在AV業界佔有一席之位。踏入90年代，AV業界亦湧現了一批充滿社會性、追求創新的監督，像是company松尾、山下小費、平野勝之，他們對AV業界，乃至一般電影界都有一定影響。電影監督松江哲明曾這樣說：「平野先生、company松尾、山下小費等AV監督的作品對我有一定影響」。藤木TDC認為這些擁有很高獨創性的影片致使日本產生出一種獨特的電影文化。
於1986年以歌手的身份出道的藝能人葉山麗子在1988年憑著《處女宮 柔毛维纳斯》（処女宮 うぶ毛のヴィーナス）一作下海成為AV女優，引起不少輿論，使由樣貌較受歡迎的女優出演的軟調色情作品再度興起。1990年，芳友舎旗下樣貌較受歡迎的女優相繼出道，比如星野光、淺倉舞、白石瞳、伊藤真紀等等，大大推動了業界的發展。宇宙企劃和Alice Japan也緊隨其後，推出青山千春、澤木真理繪、朝岡實嶺等人氣女優。1992年出道的飯島愛同樣獲得極高的人氣，甚至使AV女優的整體形象變好。

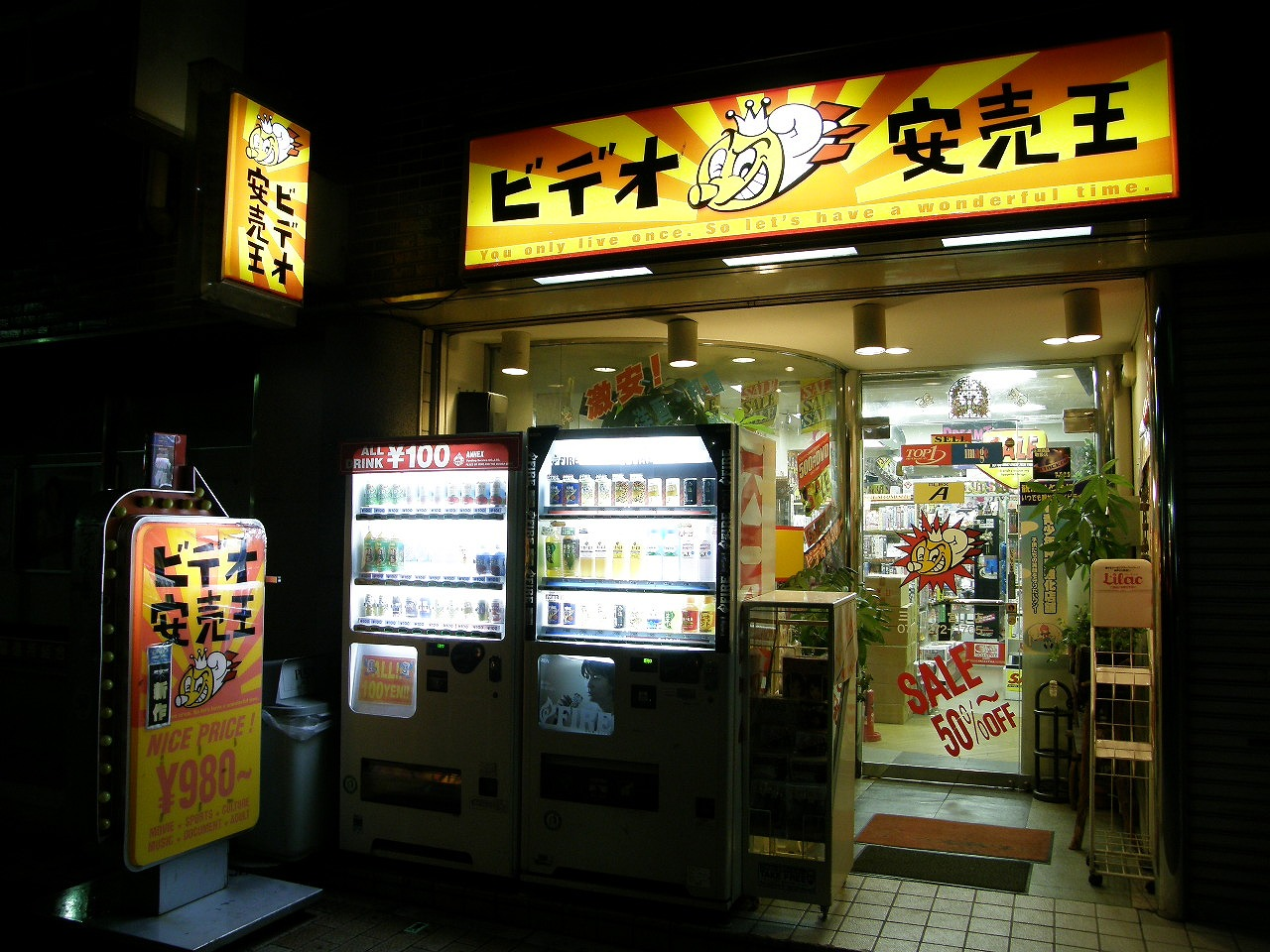
大型AV售賣店「VIDEO安卖王」（ビデオ安売王）

## 泡沫爆破期
1992年，AV的銷售量下降，不少AV出租店及製片商破產離場或停業。村西透的「Diamond 映像」同樣不能倖免。單體AV的銷量下跌更甚，於是很多製作商把業務焦點轉移至企劃AV，因為片商花在製作一部企劃AV的成本較單體AV低。到了1990年代中期，市面上企劃AV和單體AV的比例為七三比。不過到了1990年後葉，由於市場飽和和類型單一，故企劃AV的數量開始下降。此外因為日本經濟泡沫爆破，故愈來愈多的年輕女子選擇加入AV行業。
在1990年代之前，AV的銷售模式一般以租賃為主。雖然也有部分商店嘗試轉向售賣模式，但這種情況並不多。直到1993年日本Video販賣旗下的「VIDEO安卖王」開張，有關情況才得以打破。其去到1995年已擴張至1000家分店。起初其會跟製作者簽訂固定合同，致使店方不能自行決定上架什麼產品。1996年2月，初代會長佐藤太治亂職，令店方開始擁有自行決定上架產品的自由，有關銷售市場繼續增長。Soft On Demand原本也是靠着VIDEO安卖王來銷售自己的產品，不過其之後自行開創了自身的銷售管道，並取得成功。
1996年，視訊倫理協會一家獨大的自主審查機制開始崩潰。當時雜誌界放寬了審查限制，容許模特兒於雜誌上露毛。但視訊倫理協會卻維持有關限制。於是片商Soft On Demand便帶頭成立另一家自主審查機構——媒體倫理協會，並得到不少不滿視訊倫理協會的片商支持。除了露毛外，不少AV片商亦開始在影片中為演員的性器官打薄碼。有關作品取得了一定成績。以此為賣點的AV較難利用「擬似本番」此一手段去拍攝，因此有關片商很少會聘請不願從事本番行為的女優去拍攝之。

## 互聯網時代
在2000年代早期，DVD取代了VHS，成為AV的主要發行形式，AV產品則從租賃模式大幅轉向銷售模式。同時由於互聯網興起，觀看者始能夠在網上觀賞或下載AV。互聯網同時提供了AV女優與粉絲溝通的新渠道——很多AV女優會開辦社交帳戶，使之能直接跟粉絲交流。除此之外，亦出現了新的AV女優類型——企劃單體女優。
2005年，前日本電視藝人麻美由真AV出道；2006年，前偶像範田紗紗推出了首部在AV標題上寫有「藝能人」字樣的AV。這些都象徵着藝能人AV熱潮的開始。2008年4月，偶像組合惠比壽麝香葡萄在東京電視台的深夜節目《拜托了！麝香葡萄》上出道。該一組合包含不少AV女優。MUTEKI自2008年起不斷聘請藝能人來拍攝AV。但到了2010年代後期，能夠於電視節目上登場的AV女優數目已經大幅下降。
同時，AV業界開始嘗試打入女性市場。SOD於2009年推出了面向女性的AV品牌「Silk Labo」，當中作品由女性監督牧野江里負責監製。該一品牌旗下的情色劇情片《觀景窗後的你》（ファインダーの向こうに君がいた）創下了逾萬張的銷售記錄。
2016年3月，人權團體發表了有關AV女優被強迫演出一事的調查報告。同年7月，AV事務所馬克斯集團有3人因涉嫌違反《勞動者派遣法》第58條（对公共卫生或公众道德有害事业的劳务派遣罪）而被警方拘捕，最終法庭判他們3人有罪。2017年4月，製作商團體智慧财产振兴协会、經紀公司聯盟「日本經紀公司協會」（日本プロダクション協会）、AV女優聯盟「演出者網絡」（表現者ネットワーク）因應這種情況，而創立了「AV業界改革推進有識者委員會」（AV人權倫理機構的前身）。
2017年，DMM把旗下的AV製作商CA集團賣出。截至2020年，同人AV在日本的審查制度底下仍在不斷成長，它們往往不是由企業製作的。
2010年代後半葉，不少日本成人網站都改用月費訂閱模式，用戶在付費後的一個月內可無限觀看站內內容。比如前身為DMM R-18的FANZA、TUTAYA TV動畫放題、GEO TV、H-NEXT。
2019年4月，Dogma开始在FANZA发布4K作品。2021年1月1日，Idea Pocket、PREMIUM和4K-Das!三个厂商发布了第一款超高清蓝光标准软件。
2020年春季COVID-19疫情，各厂商停止旋即停止拍摄，即便后来恢复，也不准多人一起拍摄。据人气AV女优宮村菜菜子透露，知名的单人女优碰到了工作量减少的情况。在其他色情行业受到重创的情况下，新晋女演员陆续出道。FANZA成人獎同年起取消。成人廣播獎颁奖典礼推迟。与此同时，在“足不出户”政策带动下，AV视频发行平台的销量暴增。
2021年8月，HerHers平台上线，该平台会将作品的营收返还给女优。
2022年1月8日，AV公司Prime Agency INC.代表等四人因涉嫌《违反就业保障法》（引入有害工作）被捕。事发后公司删除了官网。
2022年4月6日至7日，Twitter无差别封禁AV女优及制作公司的帐号。Twitter公司暂无解释。
2022年4月20日，Soft On Demand表示公司作品遭到非法上传和泄露，预计面临约为13.5亿日元的侵权损失。
2022年5月，《朝日艺能》公布“2022年现役AV女优SEXY总选举”选举结果。

## AV新法
2022年6月15日，參議院以多数通過已由眾議院全會一致通過的「AV新法」（日语：性をめぐる個人の尊厳が重んぜられる社会の形成に資するために性行為映像制作物への出演に係る被害の防止を図り及び出演者の救済に資するための出演契約等に関する特則等に関する法律案），該法案隨即成立。法案規定「作品公開後1年內（實行後2年為2年內），演出人員可以隨時無條件解除合同」「經營者必須對演出人員進行必要的說明並簽署合同，簽署合同1個月後方可開始拍攝，拍攝結束4個月後方可公開」等。該法案於同年6月23日開始實行，但在此前幾天已導致部分AV女優抱怨拍攝被叫停或延期，或是必須處理與合同有關的事宜而導致拍攝工作減少。

## 引用
1. 1 2 3 4 5 6 7 8 9 10 11 12 13 14 15  Wong & Yau 2017.
2. ↑  湯 2007，第38頁.
3. 1 2 3  藤木 2009，第16頁.
4. 1 2  本橋 2006.
5. 1 2 3 4  藤木 2009，第95-97頁.
6. 1 2  湯 2007，第44頁.
7. 1 2  藤木 2009，第110頁.
8. 1 2  小野 1999.
9. 1 2  藤木 2009，第134頁.
10. 1 2  湯 2007，第45頁.
11. 1 2  藤木 2009，第187頁.
12. 1 2  藤木 2009，第208頁.
13. 1 2  . 日刊SPA!. 2018-07-05  [2020-02-25]. （原始内容存档于2021-02-06） （日语）.
14. 1 2 3  . NEWSポストセブン.   [2020-02-25]. （原始内容存档于2021-02-06） （日语）.
15. 1 2  集英社「週刊プレイボーイ」2020年5月18日No.19/20合併号 48‐51頁
16. 1 2  藤木 2009，第22頁.
17. ↑  藤木 2009，第25頁.
18. 1 2  藤木 2009，第23頁.
19. ↑  藤木 2009，第27-29頁.
20. ↑  藤木 2009，第42頁.
21. ↑  藤木 2009，第29-30頁.
22. ↑  藤木 2009，第35頁.
23. ↑  Yip 2013，第8頁.
24. ↑  藤木 2009，第46頁.
25. ↑  湯 2007，第40頁.
26. 1 2 3  中村 1985.
27. ↑  東良 1994.
28. ↑  GORO 1986.
29. ↑  藤木 2009，第115頁.
30. ↑  Yip 2013，第21-22頁.
31. ↑  藤木 2009，第121頁.
32. ↑  藤木 2009，第120頁.
33. ↑  本橋信宏. . NEWSポストセブン (livedoor News). 2016-08-23  [2021-02-02]. （原始内容存档于2021-02-06）.
34. ↑  高杉 et al. 1986.
35. 1 2  藤木 2009，第141頁.
36. ↑  Yip 2013，第12頁.
37. ↑  藤木 2009，第153頁.
38. ↑  藤木 2009，第161頁.
39. 1 2  藤木 2009，第168頁.
40. 1 2  藤木 2009，第194頁.
41. ↑  森 2006，第168頁.
42. 1 2  藤木 2009，第196頁.
43. ↑  湯 2007，第46頁.
44. ↑  湯 2007，第47頁.
45. 1 2  藤木 2009，第210頁.
46. ↑  Yip 2013，第15頁.
47. 1 2  Yip 2013，第16頁.
48. 1 2  中村 2012，第35頁.
49. ↑  Yip 2013，第19頁.
50. ↑  Inc, Nanovation. . Agenda note (アジェンダノート). 2019-10-08  [2020-07-26]. （原始内容存档于2021-05-02） （日语）.
51. ↑  Yip 2013，第16-17頁.
52. ↑  Hambleton 2016.
53. ↑  . nippon.com. 2018-04-05  [2020-02-25]. （原始内容存档于2021-02-06） （日语）.
54. ↑  真吾, 高野. . withnews.jp.   [2020-02-25]. （原始内容存档于2021-02-06） （日语）.
55. ↑  . PHILE WEB. 2020-12-02  [2021-07-19]. （原始内容存档于2021-11-20） （日语）.
56. ↑  . NEWSポストセブン. 2021-03-02  [2021-07-22]. （原始内容存档于2022-06-26） （日语）.
57. ↑  . ななちゃんの保健室. 2021-06-09  [2021-06-09]. （原始内容存档于2022-06-26）.
58. ↑  . ABEMA TIMES. 2020-07-28  [2021-07-22]. （原始内容存档于2022-06-25） （日语）.
59. ↑  . ななちゃんの保健室. 2021-06-10  [2021-07-22]. （原始内容存档于2022-06-25）.
60. ↑  . Smart FLASH[光文社週刊誌]スマフラ／スマートフラッシュ. 2020-08-26  [2021-07-22]. （原始内容存档于2022-06-26） （日语）.
61. ↑  集英社『週刊プレイボーイ』2021年9月20日号No.38 164‐166頁
62. ↑  . デイリー新潮. 2022-01-31  [2022-04-24]. （原始内容存档于2022-06-25） （日语）.
63. ↑  . cmore.jp.   [2022-04-29]. （原始内容存档于2021-10-20）.
64. ↑  . 2022-04-20  [2022-04-23]. （原始内容存档于2022-06-26） （日语）.
65. ↑  徳間書店『アサヒ芸能』2022年5月19日号 16‐23頁
66. ↑  . www.shugiin.go.jp.   [2022-06-22]. （原始内容存档于2022-06-23）.
67. 1 2  . J-CAST ニュース. 2022-06-22  [2022-06-22]. （原始内容存档于2022-06-23） （日语）.